# Totativ
Totativ är av ett givet positivt heltal n ett heltal k sådant att 0 ≤ k < n och k är relativt prima till n.  Eulers fi-funktion φ(n) beräknar antalet totativer av n. Totativerna enligt multiplikation modulo n multiplikativ grupp av heltal modulo n.
Fördelningen av totativer har varit föremål för vidare studier. Paul Erdős förmodade att, genom att skriva totativer av n som
{\displaystyle 0<a_{1}<a_{2}\cdots <a_{\phi (n)}<n,}
satisfierar medelkvadratgapet
{\displaystyle \sum _{i=1}^{\phi (n)-1}(a_{i+1}-a_{i})^{2}<Cn^{2}/\phi (n)}
för någon konstant C och detta bevisades av Robert Charles Vaughan och Hugh Lowell Montgomery.